# Colibrí llampant
El colibrí llampant (Selasphorus scintilla) és una espècie d'ocell de la família dels troquílids (Trochilidae) que habita Costa Rica i l'oest de Panamà.